# Griša Filipov
Georgi (Griša) Stančev Filipov (in bulgaro Георги (Гриша) Станчев Филипов?; Stachanov, 13 luglio 1919 – Sofia, 2 novembre 1994) è stato un politico comunista bulgaro e primo ministro della Repubblica Popolare di Bulgaria.
Nacque nella piccola cittadina di Kadijivka, oggi Stachanov nell'odierna Ucraina, in una famiglia di immigrati bulgari che nel 1936 fecero ritorno in Bulgaria. Filipov compì gli studi alla scuola superiore di Loveč e dal 1938 al 1940 fu studente all'Università di Sofia. Divenne membro del Partito Comunista Bulgaro (PCB) nel 1940 ed entrò a far parte attiva dei gruppi antifascisti degli studenti bulgari, motivo per cui fu arrestato nel 1942 e condannato dapprima a 12 e poi a 15 anni di prigione.
Dopo la caduta del regime fascista nel 1944, occupò posizioni politicamente rilevanti e si laureò in economia industriale a Mosca nel 1951. Diventò membro del Comitato Centrale del PCB nel 1966 e membro del Politburo nel 1974. Dal 1971 al 1981 e dal 1986 al 1989 fu membro del Consiglio di Stato di Bulgaria.
Come membro del Politburo, fu eletto il 16 giugno per formare il 77º governo della Bulgaria. Mantenne l'incarico fino al 21 marzo 1986.
Dopo il crollo del sistema socialista nel 1989 fu rimosso da tutti gli incarichi politici ed espulso dal PCB il 24 aprile 1990. Nel 1992 Filipov fu accusato di appropriazione fraudolenta di fondi statali e arrestato, ma morì in prigione prima dell'inizio del processo.

## Fonti
- Curakov, A. Енциклопедия Правителствата на България 1879 - 2005 (Enciclopedia Governativa della Bulgaria, 1879 - 2005). Petr Beron, 2005.
- Tašev, T. Министрите на България 1879 - 1999 (Ministri della Bulgaria 1879 - 1999). Casa editrice accademica Marin Drinov, 1999.

| Controllo di autorità | VIAF (EN) 94830439 · ISNI (EN) 0000 0001 0737 8696 · LCCN (EN) n81028513 · GND (DE) 142654191 |